# La spada
La spada è la terza raccolta di racconti pubblicata da Tommaso Landolfi nel 1942, presso Vallecchi, ristampata nel 1944, quindi inserita in "Racconti" nel 1961; ristampata in seguito da Rizzoli nel 1976. La prima edizione conteneva anche una ristampa de II mar delle blatte e altre storie.

## Racconti

### Da «La melotecnica esposta al popolo»
Nel racconto Da «La melotecnica esposta al popolo» Landolfi omaggia in modo ironico Eugenio Montale, considerandolo illustre più per le sue doti liriche che per le poesie.

### Altri racconti
- La tenia mistica
- La spada
- Il babbo di Kafka
- Lettera di un romantico sul gioco
- La notte provinciale
- Il ladro
- La paura
- Il matrimonio segreto
- Una cronaca brigantesca
- Nuove rivelazioni della psiche umana. L'uomo di Mannheim
- Voltaluna
- Colpo di sole
- Il fuoco
- Il racconto della piattola

## Edizioni
- Firenze, Vallecchi, 1942 (contiene II mar delle blatte e altre storie).
- Firenze, Vallecchi, 1944.
- in Racconti, Firenze, Vallecchi, 1961.
- Milano, Rizzoli, 1976.